# Cyprininae
La sottofamiglia Cyprininae comprende numerose specie di pesci d'acqua dolce appartenenti alla famiglia Cyprinidae.

## Generi
- Aulopyge
- Barbodes
- Barbonymus
- Carassius
- Cyprinus
- Hampala
- Kosswigobarbus
- Osteobrama
- Salmostoma
- Sawbwa